# (16470) 1990 OM2
A (16470) 1990 OM2 a Naprendszer kisbolygóövében található aszteroida. Henry E. Holt fedezte fel 1990. július 29-én.